# Højtryk (grafik)
 Ikke at forveksle med Højtryk.
Højtryk er en grafisk teknik, hvor ophøjede dele af trykpladen eller trykformen indfarves med trykfarve og derpå i en trykpresse trykkes mod papiret (eller et andet materiale), hvorved farven afsættes. Højtryk står i modsætning til dybtryk og fladtryk eller offsettryk. 
Højtryk er en meget gammel trykteknik og den benyttes i mange variationer. De første tryk har formodentlig være foretaget med udskårne træplader, hvor det, der ikke skulle trykkes, blev skåret bort; den teknik der i dag kendes som træsnit.
Træsnit har været benyttet til tryk af bøger før bogtrykket blev opfundet, de såkaldte blokbøger. I Kina og Korea udvikledes teknikker til trykning med løse typer, men kendskabet til disse nåede først sent til Europa og antages ikke at have haft indflydelse på Johann Gutenbergs opfindelse. 
Træsnit og det forfinede træsnit xylografien blev brugt til illustrationer i højtrykket. Man udviklede også teknikker til ad kemisk vej at fremstille klicheer, hvilket gjorde det forholdsvis enkelt at gengive tegninger og fotografier. Ellers blev nogle tryksager kombineret med dybtryk og fladtryk. 
I dag har højtryk en beskeden rolle inden for fremstilling af bøger og andre massetryksager. Men inden for kunsten og undervisningen i formning/billedkunst benyttes stadig meget højtryk i form af linoleumstryk og kartoffeltryk. Til enkelte trykopgaver er højtryk stadig i brug i form af flexografi ved tryk på f.eks. emballage. 
- Wikimedia Commons har flere filer relateret til Højtryk (grafik)